# جام جهانی فوتبال زنان ۱۹۹۹

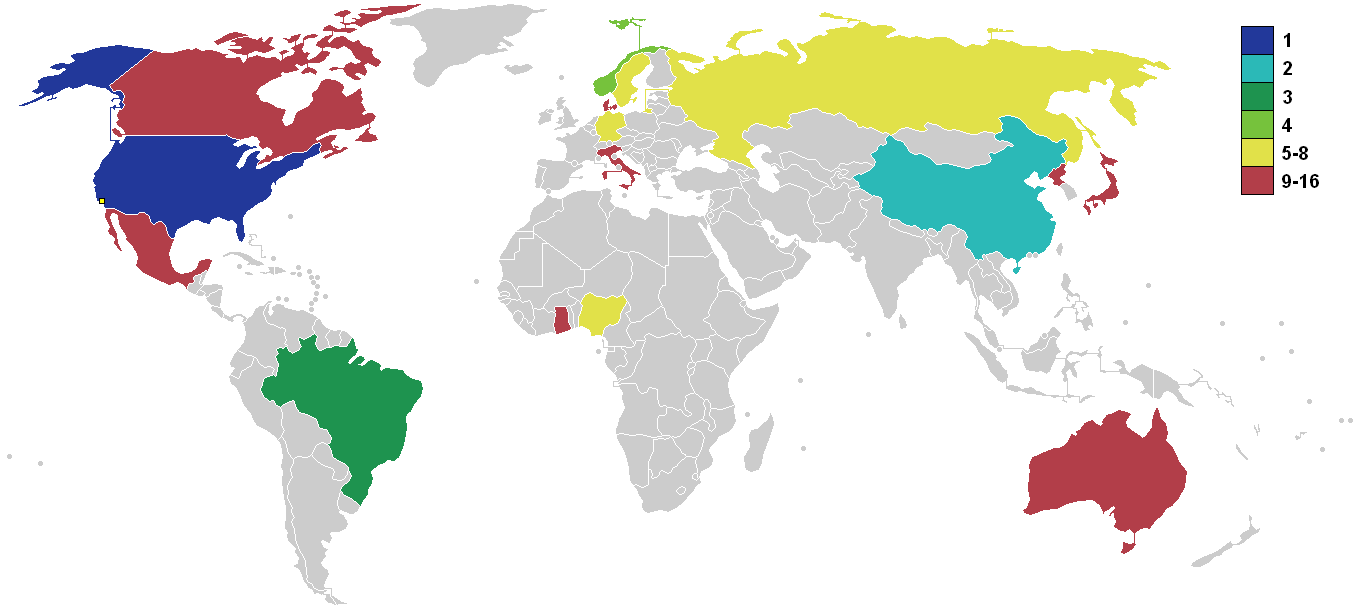
کشورهای شرکت کننده و مقام نهایی آنها

جام جهانی فوتبال زنان ۱۹۹۹ سومین دورهٔ جام جهانی فوتبال زنان است که در کشور آمریکا برگزار شد.
این دوره اولین بار بود که جام جهانی زنان در آمریکا میزبانی شد.
در این بازیها تیم ملی فوتبال زنان آمریکا، چین، و برزیل به ترتیب اول، دوم، و سوم شدند.